# Murphy's

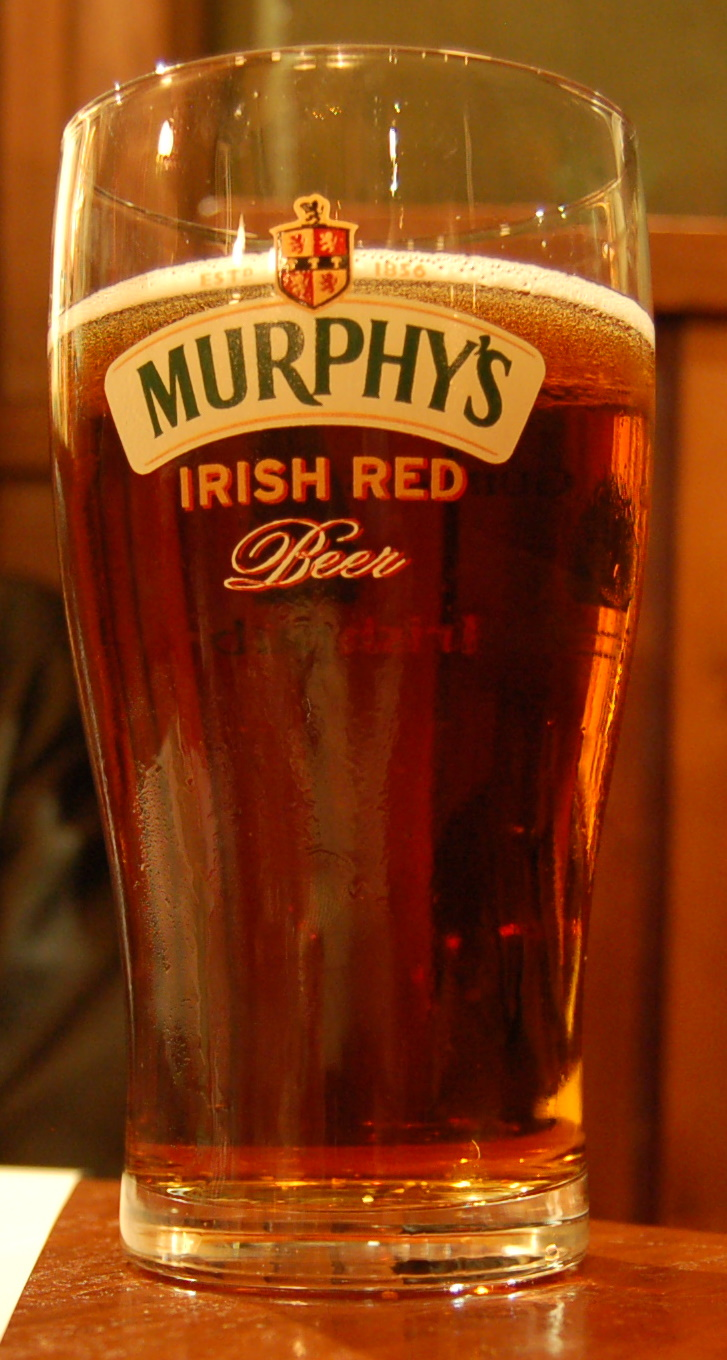
Een glas Murphy's Red Irish Beer

Murphy's is een Iers biermerk, gebrouwen door Murphy's Brewery, eigendom van Heineken.
De brouwerij ontstond in 1856 in Cork en werd in 1983 gekocht door Heineken. Heineken veranderde de naam van de brouwerij, Lady's Well Brewery, in Murphy Brewery Ireland Ltd., recentelijk veranderde de naam zelfs in Heineken Brewery Ireland, Ltd.. De brouwerij produceert Heineken, Murphy's Stout en andere bierproducten voor de Ierse markt.
Murphy's Stout is de grootste concurrent van Guinness in Ierland. De smaak wordt omschreven als iets milder dan die van haar concurrent. Men produceert sinds de overname door Heineken ook een bier Murphy's Irish Red, speciaal voor de exportmarkt.